# Helpless (Neil Young)
Helpless is een liedje dat in 1969 door de Canadese zanger Neil Young werd geschreven.

## Opname

### Crosby, Stills, Nash & Young
In 1969 speelde Young drie liedjes toen David Crosby, Stephen Stills en Graham Nash bij hem thuis op bezoek waren. Een van die liedjes was Helpless, dat met name op Crosby een grote indruk maakte. Crosby, Stills, Nash & Young, inmiddels een groep, namen het liedje op voor hun album Déjà Vu, dat in maart 1970 werd uitgebracht. Crosby, Stills en Nash herhalen als achtergrondzangers tijdens het refrein steeds het woord "helpless" en tijdens de coupletten neuriën zij of zingen zij "oooh", iets dat Crosby bedacht om te doen. De uiteindelijke versie werd volgens Young vroeg in de ochtend opgenomen, na een lange sessie, zodat onder anderen drummer Dallas Taylor vermoeid genoeg zou zijn om het trage tempo aan te houden.

'Helpless' was a slow song [...] I had to play it with them until four o'clock in the morning, doing it over and over and over again to get everybody too tired enough so that they would stop doing this extra stuff where everyone was playing too much.
— Neil Young over de opname van Helpless met Crosby, Stills en Nash.

### Andere uitvoeringen
Young heeft Helpless indertijd ook met Crazy Horse gespeeld. Tijdens een optreden speelden zij eens een versie die maar liefst acht à negen minuten duurde. De geluidstechnicus had echter niet op de opnameknop gedrukt, waardoor van deze uitvoering geen opname bestaat.

I don't know why the fuckin' machine wasn't on when we did that great take of "Helpless", anyway. What's the use of havin' a machine, paying thousands of dollars, if you don't turn the fuckin' thing on. People who save tape piss me off. Savin' tape. Fuck.
— Neil Young over het feit dat een bepaalde live uitvoering van Helpless niet was opgenomen.

Een andere bekende uitvoering van Helpless deed Young in 1976 met The Band tijdens hun afscheidsconcert. Dat optreden is te zien in de concertfilm The Last Waltz.

## Tekst
Het lied gaat over Youngs kindertijd in Ontario toen hij als vijfjarige polio opliep. Hij werd geïsoleerd in een hospitaalkamer en zijn gezin moest thuis in quarantaine. Hij zingt over de ketens waarmee de deur werd vergrendeld, wat standaardprocedure was, en over de maan en de grote vogels die hij door het raam zag terwijl hij hulpeloos te bed lag.

## NPO Radio 2 Top 2000
| Nummer met noteringen in de NPO Radio 2 Top 2000 | '99 | '00  | '01 | '02  | '03 | '04 | '05 | '06 | '07  | '08 | '09  | '10 | '11  | '12  | '13  | '14  | '15 | '16  |
| ------------------------------------------------ | --- | ---- | --- | ---- | --- | --- | --- | --- | ---- | --- | ---- | --- | ---- | ---- | ---- | ---- | --- | ---- |
| Helpless                                         | 510 | 1027 | -   | 1010 | 712 | 765 | 849 | 881 | 1016 | 865 | 1029 | 992 | 1069 | 1260 | 1382 | 1765 | -   | 1968 |

1. ↑  Een '-' betekent dat het nummer niet was genoteerd en een vetgedrukt getal geeft de hoogste notering aan.
2. ↑  Deze tabel is bijgewerkt tot en met de laatste editie (2024).